# シュウ酸鉄(III)
シュウ酸鉄(III)（しゅうさんてつ さん、英語: iron(III) oxalate）または、シュウ酸第二鉄（しゅうさんだいにてつ、英語: ferric oxalate）は、化学式が Fe
2(C
2O
4)
3(H2O)x で表される化合物または、[Fe(C
2O
4)
3]3-の塩を指す。
Fe
2(C
2O
4)
3(H2O)xは配位高分子である。[Fe(C
2O
4)
3]3-はシュウ酸第二鉄カリウムなどの様々な塩を作る。

## 構造

### 四水和物
四水和物 Fe
2(C
2O
4)
3  ·   4 H
2O のX線結晶構造解析によると、鉄は八面体である。シュウ酸は架橋配位子である。水の半分は格子水であり、シュウ酸鉄の鎖の間に位置している。Fe
2(C
2O
4)
3  ·   4 H
2O のメスバウアースペクトルは、0.38 mm/sの異性体シフトと0.40 mm/sの四重極分裂を示し、八面体配位の高スピン Fe3+ を示唆している。

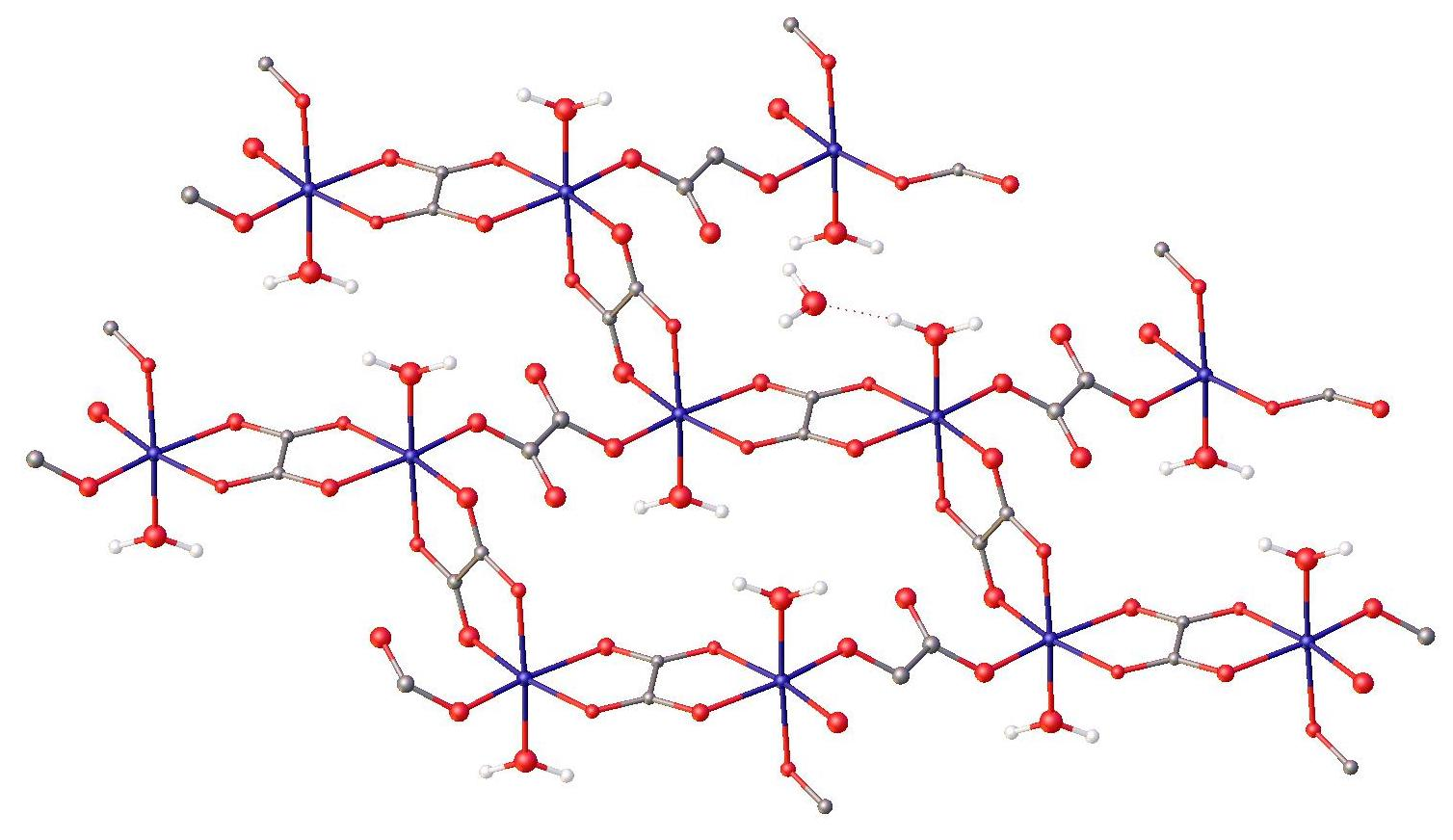
シュウ酸鉄(III)水和物の構造。赤＝酸素、白＝水素、青＝鉄、灰＝炭素

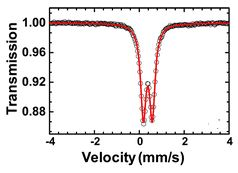
室温でのFe2(C2O4)3*4H2Oのメスバウアースペクトル

## 合成
シュウ酸鉄(III)は、水酸化鉄(III)とシュウ酸溶液の反応によって合成される。
2Fe(OH)
3 + 3H
2C
2O
4  →  Fe
2(C
2O
4)
3 + 6H
2O

## 反応
光に当てると黄緑色に変化し、強い光によってシュウ酸鉄(II)と二酸化炭素に分解する。水溶液に光を当てながら2～3日放置しても、徐々に分解し、シュウ酸鉄(II)を析出する。
Fe
2(C
2O
4)
3  →  2Fe(C
2O
4) + 2CO
2

## 用途

### 歯科
多くのシュウ酸塩と同様、シュウ酸鉄(III)も象牙質知覚過敏症の短期治療薬として研究されている。特定の歯磨剤に使用されているが、その有効性については疑問視されている。

### 写真
シュウ酸鉄(III)は、カリテープ写真印刷、およびプラチナ/パラジウム印刷プロセスの感光要素として使用される。

### バッテリー
シュウ酸鉄(III)四水和物は、リチウム鉄電池の正極用の安価な材料として研究されてきた。平均電位3.35 Vでリチウムイオンを挿入でき、98 mAh/gの持続容量を示した。

### 有機合成
シュウ酸鉄(III)六水和物は、水素化ホウ素ナトリウムとともにアルケンのラジカルマルコフニコフ水添反応に用いられる。